# Carrodunum
Carrodunum – nazwa czterech miast wymieniana w Geografii Ptolemeusza (II,11,29), jedna z nich identyfikowana z dzisiejszym Krakowem. Pochodzenie nazwy jest celtyckie, na co wskazuje cząstka dunum wywodząca się z języków celtyckich i oznaczająca miasto. Ptolemeusz wspomina Carrodunum w Germanii, Recii, Sarmatii europejskiej i w Pannonii. 